# Sayyid Mohammad Baqir Dorchey
 (janvier 2025).
Sayyid Mohammad Baqir Dorchey (1848-1923) juriste et principe chiite.

## Biographie
Seyyed Mohammad Baqer Dorchey, l'un des juristes chiites des XIIIe et XIVe siècles lunaires et l'un des professeurs du séminaire d'Ispahan. Il a étudié auprès de Mirza Shirazi et Mirza Habibullah Rashti à Najaf et auprès de Mohammad Bagher Khansari à Ispahan. Parmi ses élèves, on peut citer l'ayatollah Seyed Abolhasan Esfahani et l'ayatollah Seyed Hossein Borujerdi.
Seyyed Mohammad Bagher Dorchey est né en 1264 AH dans le village de Darche à Lenjan, Ispahan. Il est lié à l'Imam Musa Kazem (AS). Son père Morteza et ses frères Muhammad Hossein et Muhammad Mahdi étaient des érudits religieux. Mahdi était l'un des érudits de Najaf et l'un des célèbres professeurs de fiqh et des principes d'Ispahan. Le grand-père d'Alaysh, Mohammad Mirlohi Sabzevari, était l'un des grands érudits d'Ispahan à l'époque safavide et un contemporain de Mohammad Taghi Majlisi. Dorchey est mort à Dorche en 1342 après JC. Son corps a été incinéré de Darcheh à Ispahan et enterré au cimetière de Takht Foulad.